# Vladimir Isakov
Vladimir Isakov (em russo:  Владимир Исаков: 28 de fevereiro de 1970) é um atirador russo.

## Carreira
Isakov faz parte da equipe russa de tiro desde 1991. Nos Jogos Olímpicos de Verão de 2008, ele terminou em quarto lugar na prova da Pistola livre 50 m, depois do desempate com o ucraniano Oleg Omelchuk (9.1 contra 6.5). Entretanto, com a desclassificação do segundo colocado, o norte-coreano Kim Jong-su, por uso de propanolol, ele herdou a medalha de bronze da prova.